# 牧野富太郎 花と恋して九〇年
『牧野富太郎 花と恋して九〇年』（まきのとみたろう はなとこいしてきゅうじゅうねん）は、ノンフィクション作家上山明博が2年の歳月をかけて取材執筆に取り組み、NHK連続テレビ小説『らんまん』放送前の2023年3月に青土社より刊行された。
牧野富太郎に関してはすでに多くの関連書があるが、その多くは富太郎の自叙伝や過去の偉人伝の記述に従っており、辻褄が合わない箇所も散見された。本書は膨大な資料を渉猟することによって、これまで見過されてきた矛盾点を丹念に精査し、牧野富太郎の94年におよぶ生涯とその業績の全容を初めて刻銘に明らかにした評伝ノンフィクションである。

## 概要
「日本の植物学の父」と呼ばれる牧野富太郎は、日本人に最も知られた日本人科学者のひとりである。
かつて著者は、高知県立牧野植物園を初めて訪れた際、そこに展示公開されていた植物図を間近に観て感動し、いつか牧野富太郎の人生を追ってみたいと思っていた。その後著者は富太郎の評伝を執筆するため、富太郎の自叙伝や伝記のほとんどに目を通した。
すると、意外なことに富太郎の経歴の時期や年齢などの記載に辻褄が合わない場合がしばしばあり、事実を確かめるために東京・千代田区永田町の国立国会図書館に通った。その検証の過程でさらに謎が生じ、その謎を追って富太郎の故郷、高知県高岡郡佐川町にある青山文庫を訪ねて取材し、また、高知市五台山に造成された高知県立牧野植物園牧野文庫で富太郎の著書や蔵書、手紙など、多くの貴重な資料を閲覧した。さらに、富太郎の終の住み家となった東京・練馬区東大泉の居宅跡に設けられた練馬区立牧野記念庭園を訪れ、老境の富太郎が丹精込めてつくった庭などを散策した。
本書を執筆する目的で最初に挙げられるのは、牧野富太郎がいつ誰と結婚したのか、その時期と年齢を特定し、客観的な事実に基づく歴史に耐えうる評伝とすることであった。たとえば、富太郎が最期まで手元に残した手紙などから、最愛の妻寿衛と結婚する以前の明治14年（1881）頃に、富太郎（当時19歳）と従妹で許婚の猶（旧姓山本、当時17歳）の祝言が実家の造り酒屋の「岸屋」で盛大に執りおこなわれたと推察されるのだが、その事実を富太郎が東京で人に語った形跡はなく、牧野猶の名が富太郎の自伝や自叙伝に登場したことは一度もない。
また、富太郎は自伝的随筆『植物記』（桜井書店、昭和18年）ならびに『牧野富太郎自叙伝』（長嶋書房、昭和31年）において、「妻の寿衛子と結婚したのは、明治23年頃──私がまだ27、8歳のまだ青年の頃でした」とたびたび証言するのだが、明治21年10月に富太郎と小沢寿衛の間に第一子の長女園子が生まれていることから、富太郎が寿衛と根岸・御隠殿（輪王寺宮の別邸）跡の離れ家で同棲をはじめたのは、遅くとも明治20年12月、当時富太郎が25歳、寿衛が14歳と推定されるなど、富太郎には自伝的随筆や自叙伝などを介して、些細な点でしばしば都合良く勘違いし公言する傾向が見受けられ、それらの点を資料を突き合わせて一つ一つ丹念に確認していった。
その結果、富太郎は猶と結婚すると若女将の猶に岸屋を任せて上京し、東京で見そめた菓子屋の看板の寿衛と同棲をはじめ、翌年園子が生まれたことなどが明らかとなった。
一方、佐川の妻の猶は、当主・富太郎の言うままに東京に送金を続けたため、実家の「岸屋」はほどなく破算した。これを受けて富太郎は、家財を精算するために帰郷する。このとき当主の富太郎は、猶と番頭の井上和之助を結婚させて店の後始末を託し、遺産相続分の代金（約60万円）を受領し帰京したのだった。
さらに、小学校中退の牧野富太郎が東京大学矢田部良吉植物学初代教授と面会し、教室に出入りを許された経緯や、その後出入りを禁止された原因。また、富太郎が大学を辞職した際の大学教授陰謀論の謎などを順次追った。
加えて、南方熊楠と牧野富太郎は互いに反目する犬猿の仲であると一般に思われてきたが、往復書簡の発見によって二人は学問上の親密な交流があったことが判明し、書簡の文面を介して具体的な交友のあり様を浮き彫りにした。
あらゆる権威に抗い、植物相の解明という植物学者の究極の夢に向かって研鑽を重ね、海外の植物画をも凌駕する「牧野式植物図」を完成させた牧野富太郎。その全生涯の実像に迫った本書は、小学校を中退して以来、自然を師としながら独学で近代植物分類学の孤高の道を踏破し、「日本の植物学の父」と呼ばれるまでに至った94年にわたる奇跡のノンフィクションである。

## 書誌情報
- 単行本：青土社、2023年3月20日 ISBN 978-4-7917-7539-2

## 参考資料
- 出版記念講演「『牧野富太郎』を語る」ゲスト講師：上山明博（開催日：2023年9月4日、日本文藝家協会会議室、主催：脱原発社会をめざす文学者の会、共催：公益社団法人日本文藝家協会）[注釈 2]